# Шулятиков, Василий Александрович
Василий Александрович Шулятиков (1917, с. Большенарымское — 2009, Санкт-Петербург) — Герой Советского Союза, полковник в отставке. Участник советско-финской и Великой Отечественной войн, член ВКП(б)/КПСС с 1942 года.

## Биография
Родился 26 ноября (9 декабря по новому стилю) 1917 года в селе Большенарымское, ныне Большенарымского района Восточно-Казахстанской области Казахстана, в крестьянской семье. Русский.
Окончил 7 классов, поступил в Семипалатинское педагогическое училище. После его окончания несколько лет работал учителем, заведующим учебной частью, а затем директором Георгиевской средней школы имени В. В. Маяковского Семипалатинской области.
В Красной Армии с 1939 года. Под командованием Шулятикова, в то время старшего лейтенанта, взвод 863-й отдельной роты связи 163-й стрелковой дивизии 38-й армии Воронежского фронта в течение четырёх суток под обстрелами противника обеспечивал связь между правым и левым берегами Днепра, устранил более 800 повреждений на линии, четырежды прокладывал через Днепр кабель связи.
После войны Шулятиков продолжал службу в армии. В 1950 году он окончил Военную академию связи, а затем преподавал в ней. Кандидат военных наук. С 1972 года полковник Шулятиков В. А. — в запасе. Работал научным сотрудником в Военной академии связи. Жил в Ленинграде.
Умер 15 февраля 2009 года. Похоронен в Санкт-Петербурге на Волковском православном кладбище.

### Семья
- Отец — Шулятиков Александр Васильевич (1868—1929), умер в Семипалатинске после операции.
- Мать — Антонина Ивановна (Крахалева; ум. 1942).
  - Сестра — Таисия (Борисова; 1910—1986).
  - Брат — Шулятиков Павел Александрович (род. 1903).
  - Брат — Шулятиков Николай Александрович (род. 1905).
  - Сестра — Шулятикова Елизавета Александровна (Буркив; 1906—1947).
  - Брат — Шулятиков Владимир Александрович (28.07.1905-24.04.1983).
  - Сестра — Шулятикова Екатерина Александровна (1915—1955).

#### Дети
- Дочь — Шулятикова Лариса Васильевна (Петрова; род. 1946), живёт в Санкт-Петербурге.
- Сын — Шулятиков Сергей Васильевич (род. 1952), живёт в Санкт-Петербурге.

## Награды
- Указом Президиума Верховного Совета СССР от 29 октября 1943 года за образцовое выполнение боевых заданий командования на фронте борьбы с немецко-фашистскими захватчиками и проявленные при этом мужество и героизм старшему лейтенанту Шулятикову Василию Александровичу присвоено звание Героя Советского Союза с вручением ордена Ленина и медали «Золотая Звезда» (№ 1838).
- Награждён орденом Отечественной войны 1-й степени, двумя орденами Красной Звезды, орденом «Знак Почёта», медалями.
- Удостоен звания «Почётный радист СССР».
- 6 мая 2005 года полковнику в отставке Шулятикову В. А. были вручены от имени президента Российской Федерации памятные наручные часы в честь 60-летия Победы в Великой Отечественной войне.